# Capitomastus minima
Capitomastus minima är en ringmaskart som först beskrevs av Langerhans 1881.  I den svenska databasen Dyntaxa används istället namnet Capitella minima. Enligt Catalogue of Life ingår Capitomastus minima i släktet Capitomastus och familjen Capitellidae, men enligt Dyntaxa är tillhörigheten istället släktet Capitella och familjen Capitellidae. Arten har ej påträffats i Sverige. Inga underarter finns listade i Catalogue of Life.